# Sofía Martínez
Sofía Martínez Ramírez (née à Vitoria, Álava, Pays Basque le 25 octobre 1965), est une compositrice espagnole.

## Biographie
Sofía Martínez naît à Vitoria en 1965. Elle effectue des études de piano au Conservatoire royal supérieur de musique de Madrid avec Manuel Carra et de composition au conservatoire supérieur Jesús Guridi de sa ville natale avec Carmelo Bernaola. En 1992 elle se rend à Paris, grâce à une bourse de la Banque d'Espagne où elle prend des cours de composition avec Emmanuel Nunes, d'analyse musicale, orchestre et composition au Conservatoire national supérieur de musique et de danse de Paris avec Marc André Dalbavie, Alain Louvier, Betsy Jolas et de direction d'orchestre à l’école nationale de musique d’Évry avec Nicolas Brochot. Elle participe aux cours et symposiums de Luis de Pablo, Luigi Nono, Pierre Boulez, Cristóbal Halffter.
Elle obtient le prix de composition Eresbil et  reçoit une mention spéciale dans le concours de composition du Collège d'Espagne et de l'INAEM, pour son œuvre Apolo et Daphné. Ses œuvres font l'objet de commandes par le Centre de documentation de la musique contemporaine, l'INAEM, le Ministère français de la Culture, le Gouvernement basque et la Quinzaine Musicale de Saint Sébastien. Elle réalise également des arrangements  pour le ballet Olaeta. De 1996 à 2004, elle est professeure à l'école nationale de musique de Sevran, à l’école de musique de Parmain et au Conservatoire municipal du 16e arrondissement de Paris Francis Poulenc. De 2004 à 2012, elle enseigne la composition au Conservatoire supérieur de Las Palmas.